# 下口蛇綿鳚
下口蛇綿鳚，為輻鰭魚綱鱸形目绵鳚亞目绵鳚科的一種魚類，分布於東太平洋區的巴拿馬灣到秘魯海域，屬深海底棲性魚類，棲息深度在水深3060公尺，體長可達26.2公分。

## 扩展阅读
維基物種上的相關：下口蛇綿鳚